# Drive-Away Dolls
Drive-Away Dolls (titulada El amor es un viaje en trineo al infierno en Hispanoamérica y Dos chicas a la fuga en España) es una película de carretera cómica queer estadounidense de 2024 dirigida por Ethan Coen. Se trata del primer largometraje de ficción dirigido sin su hermano, Joel. Ethan Coen coescribió el guion con su esposa Tricia Cooke; también produjeron la película junto a Robert Graf, Tim Bevan y Eric Fellner de Working Title Films. Está protagonizada por Margaret Qualley y Geraldine Viswanathan, junto a Beanie Feldstein, Colman Domingo, Pedro Pascal, Bill Camp y Matt Damon.
La película se estrenó en Australia el 22 de febrero de 2024 y en Estados Unidos al día siguiente. Recibió críticas mixtas y no logró los resultados esperados en la taquilla.

## Trama
Ambientada a finales de 1999, la trama sigue a Jamie, una joven de espíritu libre y desinhibido que lamenta la ruptura de su relación con una novia, y su recatada amiga Marian, que necesita desesperadamente relajarse. Cuando el maletín de un gángster llega a sus manos, se embarcan en un viaje por carretera improvisado desde Nueva York a Tallahassee, Florida, en busca de un nuevo comienzo. Sin embargo, las cosas se tuercen rápidamente cuando en el camino se cruzan con un grupo de criminales ineptos.

## Reparto
- Margaret Qualley como Jamie
- Geraldine Viswanathan como Marian
- Beanie Feldstein como Sukie
- Matt Damon como Senador Channel
- Bill Camp como Curlie
- Colman Domingo como Jefe
- Pedro Pascal como Santos
- Joey Slotnick como Arliss
- C. J. Wilson como Flint
- Josh Flitter como Bellboy
- Miley Cyrus como Tiffany Plastercaster (cameo; sin acreditar)

## Producción
Ethan Coen y su esposa, Tricia Cooke, le presentaron por primera vez la idea de la película —inspirada en el trabajo de Russ Meyer— a su amiga Allison Anders durante unas vacaciones de Navidad en San Francisco a principios de la década de 2000. La película se anunció en enero de 2007 con el título Drive-Away Dykes, con Anders como directora. Coen dijo que el tono era similar al de las películas románticas de explotación de principios de la década de 1970 que vio cuando era adolescente. Selma Blair, Holly Hunter, Christina Applegate y Chloë Sevigny se encontraron entre las actrices tenidas en cuenta en varios momentos durante la preproducción. No obstante, Coen y Cooke no lograron conseguir financiamiento para su producción.
El 1 de abril de 2022, se informó que Coen iba a dirigir la película, descrita como un «proyecto de road movie lésbico» sin título. Fue producida por Coen, Cooke, Robert Graf y los directores de Working Title Films, Tim Bevan y Eric Fellner. Fue el debut de Ethan Coen como director en solitario —sin tener en cuenta el documental Jerry Lee Lewis: Trouble in Mind (2022)— sin la colaboración de su hermano, Joel. También es su primera película narrativa desde La balada de Buster Scruggs (2018). Coen dijo que se tomó un descanso del cine en 2018 porque se había aburrido del proceso y la experiencia de crear una película: «Después de treinta años, no es que no sea divertido, pero es más un trabajo de lo que había sido. Joel se sentía de la misma manera, pero no en la misma medida que yo. Es un subproducto inevitable del envejecimiento. Y las dos últimas películas que hicimos, Joel y yo juntos, fueron realmente difíciles en términos de producción. Quiero decir, realmente difíciles. Si no tienes que hacerlo, llegas a cierto punto en el que te preguntas: "¿Por qué estoy haciendo esto?"». Coen y Cooke dijeron que decidieron hacer la película porque el COVID-19 les dio tiempo para trabajar en ella.
El director ambientó la trama en 1999, año en que se escribió el guion original, aunque reveló que este fue en gran parte reescrito. Coen reiteró que todavía se inspiraba en el cine de explotación. Por su parte, Cooke indicó: «Realmente estábamos tratando de hacer una película B» y la describió como una «película lésbica en cierto modo juguetona e inocente, pero también perversa y subversiva». Cooke citó Faster, Pussycat! Kill! Kill!, Bad Girls Go to Hell, Alicia ya no vive aquí, Go Fish, But I'm a Cheerleader y el trabajo de John Waters como puntos de referencia para la película. La filmación comenzó en agosto de 2022 en Pittsburgh, con Ari Wegner como directora de fotografía. Asimismo, se informó que Margaret Qualley y Geraldine Viswanathan formaban parte del elenco. La producción también tuvo lugar en el Municipio de Hopewell, Condado de Beaver, Pensilvania, en octubre de 2022. En abril de 2023, se reveló que el título iba a ser Drive-Away Dolls, con Matt Damon, Bill Camp, Pedro Pascal, Colman Domingo y Beanie Feldstein entre el reparto. Aunque no contó con su hermano, Ethan trabajó de manera muy cercana a Cooke y declaró: «Más o menos dirigimos la película juntos», de manera similar a como lo había hecho anteriormente con Joel.

## Estreno
En un principio se anunció que Drive-Away Dolls se iba a estrenar en los Estados Unidos a través de Focus Features el 22 de septiembre de 2023, pero debido a la huelga de actores de 2023 se retrasó al 23 de febrero de 2024. El 22 de febrero de 2024 se estrenó en Australia y al día siguiente en Estados Unidos. La distribución en el resto del mundo estuvo a cargo de Universal Pictures International.
En abril de 2023, Focus Features proyectó el tráiler en la CinemaCon. En base a ese avance, el sitio The A.V. Club pronosticó que «cualquiera que extrañe el estilo clásico de los hermanos Coen estará feliz» y observó que la trama «coloca idiotas cometiendo delitos al estilo de Burn After Reading y el frenético trabajo de cámara característico de los Coen en una road comedy universitaria». Según el sitio /Film «parece que el director no ha tenido ningún problema sin su hermano» y «se ve como un clásico de los Coen». El autor del artículo afirmó que la trama del filme le recordó a No Country for Old Men, pero en un tono y género distinto. Otro crítico del sitio la comparó con Fargo y Raising Arizona, y observó que «el metraje tiene los diálogos peculiares y rítmicos que esperamos y amamos de los hermanos Coen». Para The Playlist «si bien ciertamente se trata de algo propio, el avance que se mostró transmitió un poco de la atmósfera de Raising Arizona». El tráiler se lanzó al público en junio de 2023. Los realizadores revelaron que ya tenían escrito el guion para una segunda parte y planeaban hacer una tercera.

## Recepción

### Taquilla
En Estados Unidos y Canadá, Drive-Away Dolls se estrenó junto con Demon Slayer: Kimetsu No Yaiba - To the Hashira Training y Ordinary Angels, y se calculaba que recaudaría alrededor de cuatro millones de dólares en 2261 salas en su primer fin de semana. Terminó debutando con 2,4 millones y finalizó en octavo lugar en la taquilla.

### Crítica
El filme recibió críticas mixtas. En el sitio web de reseñas Rotten Tomatoes, el 63 % de las 247 críticas son positivas, con una calificación promedio de 6,1/10. El consenso del sitio web dice: «La atractiva química de pareja extraña entre Margaret Qualley y Geraldine Viswanathan ayuda a Drive-Away Dolls a superar su guion demasiado familiar y su ejecución errática». Metacritic, que utiliza un promedio ponderado, asignó una puntuación a la película de 57 sobre 100, basado en 44 críticas, lo que indica críticas «mixtas o promedio». El público encuestado por CinemaScore le dio una calificación promedio de «C» en una escala de A+ a F, mientras que los encuestados por PostTrak le dieron una puntuación positiva general del 66 %.